# Суприяди
Суприя́ди (индон. Soeprijadi, Supriyadi; 13 апреля 1923 — пропал без вести 14 февраля 1945) — индонезийский военный деятель, национальный герой Индонезии. В феврале 1945 года, в период японской оккупации Индонезии, стал организатором и руководителем мятежа индонезийского ополчения ПЕТА в восточнояванском городе Блитар — крупнейшего вооружённого выступления индонезийцев против японцев. После провозглашения независимости страны был назначен первым министром обороны Республики Индонезии и первым главнокомандующим индонезийскими вооружёнными силами, однако не вступил ни в одну из этих должностей, поскольку пропал без вести в ходе подавления указанного мятежа японскими войсками.
Дальнейшая судьба Суприяди остаётся предметом различных догадок и гипотез, составляя одну из самых значительных загадок новейшей индонезийской истории. Согласно наиболее распространённому мнению, он погиб от рук японцев — либо был убит при оказании сопротивления на склоне вулкана Келуд к северу от Блитара, либо скончался под пытками, оказавшись в плену. Вместе с тем зафиксированы свидетельства очевидцев, якобы встречавших его после подавления блитарского восстания.
Неоднократно появлялись люди, выдававшие себя за выжившего Суприяди. Наиболее резонансный случай подобного рода имел место в 2008 году. Несмотря на то что человек, претендовавший на личность Суприяди, не был признан родственниками и сослуживцами национального героя, отдельные индонезийские историки, а также представители индонезийских СМИ и общественности допускали правомерность его притязаний.

## Детство и ранняя юность
Суприяди родился 13 апреля 1923 года в поселении Тренгалек на южном побережье Восточной Явы. Он был первенцем в семье знатного происхождения: и его отец Дармади (индон. Darmadi), и мать Рахаю (индон. Rahayu) имели яванский аристократический титул раден. В момент рождения старшего сына раден Дармади занимал должность в администрации округа Блитар, к которому в тот период относился Тренгалек. Когда Суприяди было два года, его мать умерла при неудачных родах, и через год, в 1926 году, Дармади женился вторично на женщине по имени Сусилих (индон. Susilih), которая стала матерью одиннадцати из двенадцати младших братьев и сестёр Суприяди. Единственным единоутробным братом Суприяди был Виёно (индон. Wiyono), родившийся у Рахаю за год до её смерти.
В конце 2000-х годов в публикациях индонезийских СМИ со ссылкой на родственников национального героя сообщалось, что Суприяди не является его изначальным именем. Непосредственно после рождения мальчик якобы был назван Приямбодо (индон. Priyambodo). Однако в младенческом возрасте он был очень болезненным, что подвигло отца дать ему новое имя — Суприяди: по яванским поверьям, подобная смена имени призвана уберечь ребёнка от смерти. В каком именно возрасте малыш получил новое имя, при этом не сообщалось.     
После смерти матери большую роль в воспитании мальчика играл его дед, отец Рахаю, в доме которого Суприяди периодически подолгу жил. При этом с мачехой у Суприяди со временем установились вполне добрые, доверительные отношения. Уже будучи взрослым и проживая отдельно от семьи, он поддерживал с Сусилих переписку, в которой делился многими замыслами и мечтаниями. Семья была весьма религиозной, и Суприяди вырос в высшей степени набожным человеком — до конца жизни он ревностно исполнял все исламские предписания, касающиеся молитв и поста.
Суприяди получил весьма хорошее для индонезийца тех лет образование: он последовательно окончил нидерландскую начальную школу для туземцев (нидерл. Europeesche Lagere School) и аналогичную среднюю школу первой ступени (нидерл. Meer Uitgebreid Lager Onderwijs), после чего поступил в находившуюся в Магеланге среднюю школу второй ступени (нидерл. Middelbare Opleiding School voor Inlandsche Ambtenaren), готовившую младших служащих для колониальной администрации. Учёбу в последней в феврале 1942 года прервало вторжение японцев в Индонезию, однако в течение следующего года Суприяди смог завершить среднее образование, пройдя подготовку на организованных оккупационной администрацией курсах в Тангеранге.

## Поступление на японскую службу
Как и многие индонезийцы, Суприяди изначально вполне лояльно отнёсся к японцам, рассчитывая, что их вторжение, прервавшее голландское колониальное господство, создаст условия для более благополучного развития страны, а в обозримой перспективе и для её политического самоопределения — тем более, что подобные настроения активно культивировались японской пропагандой.
Ещё учась на курсах в Тангеранге, он посещал проводившиеся японскими военными занятия по военной подготовке, а вскоре после окончания курсов, в октябре 1943 года, добровольно вступил в ряды ПЕТА (индон. PETA, от индон. Pembela Tanah Air — Защитники Отечества) — военного ополчения, формировавшегося оккупационными властями в Индонезии из местного населения. Пройдя обучение в училище офицерского состава ПЕТА в том же Тангеранге, он получил звание комвзвода ПЕТА. Сохранились воспоминания японских инструкторов о Суприяди как о весьма способном курсанте и интеллектуально развитом молодом человеке.
В начале 1944 года был направлен для прохождения службы в восточнояванский город Блитар, где в это время его отец, раден Дармади, занимал одну из руководящих должностей в администрации округа.

## Подготовка мятежа ПЕТА
В Блитарском батальоне ПЕТА, сформированном в числе первых подразделений ополчения в конце 1943 года, Суприяди получил назначение на должность командира взвода. Основной задачей батальона, казармы которого располагались у южной окраины города, стала охрана ромуся — подневольных рабочих-индонезийцев, эксплуатировавшихся японской оккупационной администрацией на строительстве фортификационных сооружений, дорог и различных объектов тыловой инфраструктуры. В этих целях взводы батальона постоянно перебрасывались в различные районы Восточной Явы, где проводились соответствующие работы.
Условия труда и жизни ромуся были крайне тяжёлыми, что приводило к высокой смертности среди них. Наиболее трагично складывалась ситуация на строительстве гидротехнических сооружений в восточнояванском округе Тулунгагунг, куда взвод Суприяди направляли особенно часто. Став свидетелем столь бедственного положения своих соотечественников, Суприяди весьма скоро пересмотрел своё лояльное отношение к японцам. Кардинальному изменению его взглядов способствовали также многочисленные случаи принуждения японцами яванских девушек к занятиям проституцией на специально устраивавшихся для этого станциях утешения, а также уничижительное обращение, которому подвергались со стороны японских военных сами бойцы ПЕТА. Так, офицеры ополчения вне зависимости от звания были обязаны отдавать честь японским сержантам и унтер-офицерам, и их — наравне с рядовыми петовцами — даже за незначительные провинности могли подвергнуть прилюдной порке. Последнее было особенно унизительно для выходцев из аристократических яванских семей, к числу которых, помимо самого Суприяди, принадлежали многие офицеры блитарского батальона.
По свидетельству мачехи Суприяди, «последней соломинкой», окончательно изменившей взгляды Суприяди на японскую оккупацию, послужила отправка его отца Дармади на курсы переподготовки сотрудников гражданской администрации. Занятия на курсах оказались весьма изнурительными, а отношение японцев к индонезийским служащим — суровым и высокомерным. Рассказы отца, его измождённое и подавленное состояние произвели очень сильное впечатление на Суприяди. В итоге уже к середине 1944 года молодой офицер был убеждённым противником японской власти и стал вынашивать идею вооружённого восстания против оккупантов.
В сентябре 1944 года Суприяди раскрыл свои замыслы нескольким офицерам-сослуживцам, которые горячо их поддержали. После этого заговорщики стали регулярно проводить тайные совещания, постепенно расширяя свой круг. В течение нескольких месяцев им удалось привлечь на свою сторону большинство офицеров и унтер-офицеров, а также значительную часть рядового состава батальона. Несмотря на то, что в числе заговорщиков оказались и более старшие по званию офицеры, Суприяди сохранил за собой роль неформального лидера, идеолога сопротивления. По воспоминаниям сослуживцев, он пользовался среди них высоким авторитетом, при том, что обладал мягким характером, был скромным, немногословным и задумчивым человеком. На тайные собрания Суприяди являлся исключительно в гражданской одежде — яванском национальном саронге, вооружённый пистолетом и крисом — кинжалом с зигзагообразным лезвием, которому многие яванцы придают сакральное значение.
В начале 1945 года Суприяди вместе с несколькими сослуживцами поделился планами мятежа с Сукарно — лидером индонезийского национально-освободительного движения, будущим первым президентом страны, который находился в то время в Блитаре: Сукарно периодически навещал своих родителей, проживавших в этом городе. Сукарно отнёсся к идее молодых офицеров весьма сдержанно, посчитав подобное выступление несвоевременным и неспособным мобилизовать достаточные силы. Известно, что один из сподвижников Суприяди, согласившись с мнением будущего президента о весьма вероятном поражении восстания, заранее попросил того о заступничестве в отношении мятежников, памятуя о том, что незадолго до этого Сукарно сумел добиться у руководства оккупационной администрации отмены смертной казни индонезийского социалиста Амира Шарифуддина, будущего премьер-министра страны, арестованного японцами за подрывную деятельность. Однако Сукарно напомнил офицерам, что их, в отличие от гражданского человека Шарифуддина, в случае ареста ждёт приговор военно-полевого суда, повлиять на который у него не будет возможности. Тем не менее все эти доводы не заставили Суприяди отказался от планов мятежа: покидая блитарский дом Сукарно, он заверил будущего президента, что не сомневается в победе восстания.
Известно, что Суприяди рассчитывал связаться с другими частями ПЕТА, дислоцированными на Восточной Яве, с тем, чтобы склонить их к одновременному выступлению. Особые надежды в этом плане он возлагал на совместные учения десяти петовских батальонов провинции, планировавшиеся японским командованием на 5 февраля. Однако буквально за несколько часов до предполагаемого начала эти учения были отменены. Причиной этого, по мнению индонезийских историков, послужило недовольство, проявленное передовыми частями ополчения в связи с несколькими инцидентами. Так, известно, что на настроениях петовцев негативно сказалось обнаружение на месте учений трупов ромуся, умерших предположительно голодной смертью, а также гибель при неясных обстоятельствах офицера одного из восточнояванских батальонов.
Одновременно, в начале февраля 1945 года, у Суприяди стало складываться впечатление, что японцы начинают догадываться о планах мятежа, которое перешло в уверенность после того, как один из японских инструкторов прямо обвинил его в соответствующих намерениях. Кроме того, петовцам стало известно о прибытии в Блитар из Семаранга дополнительных сил кэмпэйтай — японской военной полиции, что было истолковано ими как приготовление оккупантов к превентивным действиям. Все эти обстоятельства заставили Суприяди сделать выбор в пользу скорейшего выступления при опоре лишь на собственные силы.
9 февраля Суприяди посетил в Блитаре известного мусульманского проповедника Ахмада Касана Бендо (индон. Ahmad Kasan Bendo), с которым он регулярно общался и которого называл своим «духовным отцом», для того, чтобы испросить у него благословение на восстание. Касан Бендо счёл затею мятежа преждевременной и упорно призывал своего ученика набраться выдержки и отложить вооружённое выступление на несколько месяцев. Однако в итоге проповедник якобы благословил Суприяди на вооружённое выступление, заверив молодого офицера в богоугодности борьбы с японцами.
13 февраля в ходе последнего, шестого по счёту, собрания заговорщиков, на котором присутствовало 25 офицеров и унтер-офицеров батальона, было решено начать выступление ранним утром следующего дня. Разработанный план предусматривал ликвидацию всех японских военных, служивших в Блитаре, а также освобождение всех заключённых-индонезийцев, содержащихся в городской тюрьме. После этого повстанцы должны были покинуть город с тем, чтобы развернуть партизанские действия в окружающей его сельской местности и поднимать окрестное население на борьбу с японцами. При этом по настоянию Суприяди была особо оговорена недопустимость какого-либо насилия над теми военнослужащими батальона, которые откажутся участвовать в восстании, как и вообще над любыми индонезийцами.

## Блитарский мятеж и исчезновение
Выступление 14 февраля 1945 года стало самым крупным из всех антияпонских мятежей ПЕТА, произошедших в Индонезии на завершающем этапе Второй мировой войны. В нём приняла участие бо́льшая часть блитарского батальона — по меньшей мере 360 человек.
Подняв в половине четвёртого утра над казармами красно-белый флаг сторонников независимости — будущий государственный флаг Индонезии, мятежники захватили всё оружие и боеприпасы, имевшиеся в расположении части. Еще до выхода с территории части они обстреляли из миномёта и пулемётов находившиеся в непосредственной близости от казарм здания штаба кэмпэйтай, а также гостиницы «Сакура», в которой проживала большая часть японских офицеров, гражданских специалистов и должностных лиц, пребывавших в тот период в Блитаре. Однако после обстрела выяснилось, что оба здания пусты: таким образом окончательно подтвердилось, что японцы были заранее осведомлены о подготовке восстания. После этого повстанцы, разделившись на четыре группы, стали выдвигаться из города в различных направлениях. Суприяди непосредственно не возглавлял ни одну из групп, а отвечал за координацию действий между двумя из них, выдвинувшимися, соответственно, на север и на восток. В отличие от всех своих товарищей, покинувших казармы в униформе, Суприяди был облачён в гражданскую одежду — яванский саронг.
Одна из групп по пути ворвалась в здание городской тюрьмы и освободила всех содержавшихся там заключённых — 285 человек, бо́льшая часть которых была осуждена по уголовным статьям. Каких-либо боестолкновений в городской черте не произошло, однако мятежники убили нескольких японских военных, встреченных ими ранним утром в разных районах города, а также нескольких индонезийцев, которых они обвинили в шпионаже в пользу японцев, — таким образом, инициированный Суприяди запрет на насилие в отношении соотечественников был нарушен некоторыми из его товарищей.
Днём 14 февраля, к тому времени, как основные силы повстанцев уже покинули Блитар, к городу с нескольких направлений уже подходили японские войска и части ПЕТА, брошенные на подавление мятежа. Примечательно, что в этих целях были также мобилизованы те из военнослужащих блитарского батальона, которые, отказавшись от участия в восстании, остались в казармах. Стремясь избежать военных потерь и скорейшим образом стабилизировать обстановку, японское командование предпочло не атаковать разрозненные группы мятежников, а вступить с ними в переговоры. В течение двух последующих суток бо́льшую часть последних удалось убедить вернуться в казармы. Несколько ополченцев оказали сопротивление и были убиты. Дольше других от переговоров уклонялась группа во главе с комвзвода Муради (индон. Moeradi), одним из главных соратников Суприяди, которая вышла из города в северо-западном направлении и закрепилась на склоне вулкана Келуд — именно в её составе Блитар покидал сам Суприяди. При этом от боестолкновения отряд Муради также воздерживался. Тот факт, что бо́льшую часть противостоящих им войск составляли не японцы, а бойцы ПЕТА, крайне негативно сказался на боевом духе мятежников: они убедились в отсутствии поддержки со стороны своих товарищей по ополчению и, кроме того, в большинстве своём не считали возможным — как и настаивал Суприяди — сражаться с соотечественниками. В итоге Муради согласился вступить в переговоры с полковником Катагири (яп. 片桐), командовавшим операцией по подавлению мятежа.
После того, как Катагири согласился с требованиями Муради о прощении всех участников восстания и их возвращении в казармы без конвоя с оружием в руках, последняя группа петовцев покинула занятые позиции. Известно, что перед выдвижением в казармы несколько бойцов, не согласных сдаваться японцам, с разрешения Муради отделились от отряда и скрылись в лесу. Условия капитуляции были выполнены самим Катагири, однако в тот же день дезавуированы командованием японской 16-й армии, к зоне оккупации которой относилась Ява. В результате бойцы отряда Муради, как и абсолютное большинство прочих участников мятежа, были арестованы и в течение нескольких недель подвергались интенсивным допросам. После этого, по разным данным, от 68 до 78 повстанцев были этапированы в Джакарту, где 14—16 апреля 1945 года предстали перед военным судом высшей инстанции. Виновными в преступлениях различной степени тяжести были признаны 55 человек. Восемь из них были приговорены к смертной казни. Двоим осуждённым позднее казнь была заменена пожизненным заключением, шестеро же были расстреляны на территории военного аэродрома в джакартском пригороде Анчол 16 мая 1945 года. Остальные 47 были приговорены к тюремному заключению на срок от нескольких месяцев до пожизненного.
Мятеж Суприяди, несмотря на его скоротечность и минимальные успехи с военной точки зрения, имел довольно существенное психологическое влияние как на личный состав ПЕТА в других частях страны, так и на японцев. После него доверие оккупационной администрации к туземному ополчению было существенно подорвано, планы по его использованию в боевых действиях существенно скорректированы, а офицерский корпус подвергся серьёзной чистке. Блитарский батальон ПЕТА был расформирован, и те из его военнослужащих, которые не были осуждены, были переведены в другие подразделения. Большая их часть попала на переподготовку, которой руководил Сухарто, будущий второй президент страны, служивший в тот период на старших офицерских должностях в формированиях ПЕТА на Восточной Яве.
Сам Суприяди исчез во второй половине дня 14 февраля 1945 года: в соответствии с показаниями нескольких участников блитарского мятежа, последний раз его видели живым на южном склоне Келуда в составе отряда Муради. Свидетельства его гибели либо пленения японцами отсутствуют — равно как и достоверные свидетельства его успешного выхода из японского окружения. Доподлинно известно, что Суприяди не фигурировал в списке обвиняемых в ходе процесса японского военного трибунала в Джакарте.

## Назначение на руководящие военные должности
После провозглашения независимости Республики Индонезии 17 августа 1945 года Сукарно, занявший пост президента, приступил к формированию органов власти и основных институтов нового государства. 19 августа был объявлен состав первого правительства Республики, в котором Суприяди отводился пост главы военного ведомства — министра народной безопасности. 5 октября, после создания в Индонезии регулярных вооружённых сил, получивших изначально название «Армия народной безопасности», он же указом президента был назначен на должность их главнокомандующего.
Исследователи сходятся во мнении, что причиной столь высокого назначения молодого офицера стало его личное знакомство с Сукарно в период пребывания последнего в Блитаре в начале 1945 года. Высказывается также предположение, что этим назначением президент Индонезии хотел заставить пропавшего без вести Суприяди объявиться. Этого, однако, не произошло: Суприяди не явился для занятия министерской и главкомовской должностей и никаким образом не дал о себе знать. В итоге после нескольких недель его отсутствия министерский пост был официально объявлен вакантным (сама должность при этом была переименована из «министра народной безопасности» в «министра обороны»). 20 октября 1945 года временно исполняющим обязанности главы военного ведомства был назначен Мохаммад Сулийоадикусумо, а 14 ноября назначение на пост министра обороны получил Амир Шарифуддин. Временно исполняющим обязанности главнокомандующего Армии народной безопасности с первого дня отсутствия Суприяди был начальник генерального штаба армии Урип Сумохарджо, а 12 ноября на эту должность был официально назначен Судирман.
Примечательно, что, несмотря на неявку Суприяди для занятия высших военных должностей и его чисто формальное нахождение в них в течение непродолжительного времени, в официальных индонезийских источниках он значится как первый глава оборонного ведомства и как первый главнокомандующий вооружёнными силами Индонезии.

## Версии дальнейшей судьбы
Дальнейшая судьба Суприяди по сей день остаётся предметом различных гипотез, являясь одной из наиболее значительных загадок современной индонезийской истории. Официально он продолжает числиться пропавшим без вести. Согласно наиболее распространённому мнению, которое разделяет большинство родственников и сослуживцев предводителя блитарского мятежа, он погиб в бою на склоне горы Келуд 14 февраля 1945 года либо в один из последующих дней — именно этим объясняется его отсутствие в списке фигурантов судебного процесса в Джакарте. В качестве дополнительного аргумента в пользу подобной версии приводится тот факт, что переговоры с полковником Катагири — старшим из японских офицеров — вёл не сам предводитель повстанцев, а его соратник Муради.
Видный индонезийский военный историк Нугрохо Нотосусанто, автор одного из первых исследований, посвящённых блитарскому мятежу ПЕТА, основанного на опросах десятков непосредственных участников и очевидцев событий февраля 1945 года, достаточно уверенно предполагает, что Суприяди мог быть захвачен японцами и впоследствии умереть под пытками до начала судебного процесса. Японцы, по его мнению, вполне могли скрывать этот факт из опасений, что смерть предводителя мятежа в застенках усилит протестные настроения в рядах петовцев. В подтверждение своей версии Нугрохо ссылается на то, что несколько арестованных японцами повстанцев действительно не дожили до суда, а некоторые из участников джакартского процесса находились в весьма тяжёлом состоянии вследствие побоев и жестоких условий содержания под стражей.
Некоторые допускают, что Суприяди мог погибнуть либо умереть по естественным причинам уже после подавления мятежа, скрываясь от японцев в районе Келуда или уже на значительном расстоянии от этих мест. В пользу данной версии ими трактуется то обстоятельство, что некоторое количество повстанцев — в том числе из отряда Муради — отказалось возвращаться в казармы и попыталось скрыться, пусть даже большая их часть, как известно, была обнаружена и арестована японцами в течение нескольких дней.
В 1971 году в альманахе «Видья Юдха» (индон. Vidya Yudha), печатном органе историко-архивного управления министерства обороны и безопасности Индонезии, была опубликована статья майора Субарджо (индон. Soebardjo), в которой тот, со ссылкой на одного из своих бывших сослуживцев, утверждал, что Суприяди удалось ускользнуть от японцев и скрываться от них в течение нескольких месяцев. Однако в августе 1945 года, буквально за несколько дней до провозглашения независимости Индонезии, предводитель блитарских повстанцев якобы был-таки обнаружен и убит японским военным патрулём почти в 100 километрах к северо-западу от Блитара, на склоне горы Вилис.
Позднее министерством социальной политики Индонезии была опубликована брошюра, посвящённая блитарскому мятежу, в которой также приводились свидетельства того, что Суприяди будто бы оставался в живых по крайней мере какое-то время после подавления выступления петовцев. Так, Харджосемиарсо (индон. Harjosemiarso), староста деревни Сумберагунг, находящейся в 20 км к северу от Блитара, утверждал, что в течение нескольких дней укрывал его от японцев у себя дома, а Рономеджо (индон. Ronomejo), староста деревни Нглиман, которая как раз находится на северном склоне вышеупомянутой горы Вилис, якобы позднее помогал Суприяди прятаться в пещере и даже сопровождал туда его отца Дармади, навещавшего сына в укрытии.
В апреле 1975 года индонезийские журналисты встретились в Сингапуре с главой местного отделения японской инженерно-строительной компании Taisei Corporation Накадзимой (яп. 中島), который во время Второй мировой войны служил в структурах японской военной разведки на Яве. В 1943 году он выполнял обязанности инструктора на офицерских курсах ПЕТА в Тангеранге в то время, когда там проходил подготовку Суприяди, а позднее получил направление в центральнояванский город Салатига. По рассказу Накадзимы, в конце февраля или начале марта 1945 года — то есть примерно через две недели после блитарского мятежа — в его салатигский дом пришёл Суприяди вместе с двумя товарищами. Относясь к Суприяди со времени знакомства по тангерангскому училищу с симпатией, он разрешил тому и его спутникам переночевать у себя. Наутро, прощаясь, Суприяди сообщил Накадзиме, что собирается добраться до Байи — крупной шахтёрской деревни, расположенной на юго-западе Явы. Японец, по собственным словам, снабдил своего бывшего курсанта деньгами на дорогу и дал ему пистолет. Исследователи подчёркивают, что именно в это время в Байе проживал Тан Малака — один из лидеров национально-освободительного движения Индонезии.
Вскоре после публикации интервью Накадзимы житель Байи по имени Мукандар (индон. Mukandar) заявил, что в июле 1945 года приютил у себя дома молодого человека по имени Суприяди, который был болен дизентерией в очень тяжёлой форме. Пришелец, по его словам, через несколько дней умер и был похоронен недалеко от дома Мукандара. В представленной журналистами фотографии национального героя Мукандар уверенно узнал умершего человека.
На основании показаний Мукандара министерство социальной политики Индонезии распорядилось провести эксгумацию останков человека, похороненного в Байе. На месте, указанном Мукандаром, каких-либо человеческих останков обнаружено не было, однако в результате раскопок, проведённых в окружающей местности, удалось обнаружить скелет мужчины, время захоронения которого вполне соответствовало показаниям Мукандара. Для изучения останков была сформирована комиссия, в состав которой вошли профильные специалисты медицинского факультета джокьякартского университета «Гаджа Мада». Им удалось восстановить примерный облик умершего по черепу, однако он не совпал с описаниями внешности Суприяди, представленными его родственниками. В итоге Суприяди так и остался официально числиться пропавшим без вести.
В августе 2018 года в медийных публикациях, приуроченных к очередной годовщине блитарского восстания, были приведены новые данные об обстоятельствах исчезновения Суприяди со ссылкой на двух свидетелей: 91-летнего однополчанина национального героя по имени Сукиярно (индон. Sukiyarno), который был назван последним оставшимся в живых участником блитарского восстания, и 89-летнего Дарсоно (индон. Darsono), который якобы был, как и Суприяди, последователем блитарского проповедника Ахмада Касана Бендо. Сукиярно рассказал, что последний раз видел Суприяди вечером 14 февраля 1945 года: он высказывался против сдачи японцам и планировал прорываться из окружения в западном направлении. Спустя какое-то время до Сукиярно, который после капитуляции восставших отделался лишь несколькими сутками ареста, доходили слухи о том, что Суприяди оказался в составе бригады ромуся, работающей на угольных шахтах Байи. Последнее истолковывалось как возможное подтверждение уже известных свидетельств о пребывании Суприяди в Байе.
Дарсоно же, который в 1945 году был 16-летним юношей, сообщил, что присутствовал на последней встрече Суприяди с Ахмадом Касаном Бендо, в ходе которой блитарский проповедник безуспешно пытался отговорить молодого офицера от восстания — он считал его преждевременным и обречённым на поражение. Отчаявшись переубедить Суприяди, Бендо якобы поручил Дарсоно и ещё троим своим юным ученикам помочь спрятать предводителя мятежников от японцев после того, как сопротивление петовцев будет сломлено. Выполняя указание учителя, Дарсоно и его товарищи смогли привести Суприяди вечером 14 февраля к укрытию на восточном склоне вулкана Келуд, где они провели ночь, а наутро вместе продолжили продвигаться по джунглям. Днём 15 февраля на привале Суприяди попросил своих товарищей помолиться об их общем спасении с закрытыми глазами, а когда юноши завершили молитву, мятежного офицера рядом с ними уже не было. Ученики Бендо предположили, что Суприяди скрылся в пещере, находившейся неподалёку от места привала, однако идти следом за ним не стали.
Примечательно, что предположение о том, что Суприяди благополучно покинул окрестности Блитара, встречает поддержку со стороны японских историков, которые в целом достаточно невысоко оценивают подготовку петовского мятежа и его воздействие на оккупационные власти. Так, Сигеру Сато (яп. 茂 佐藤), автор нескольких работ по истории Индонезии в период японской оккупации и становления государственной независимости, полагает, что Суприяди бежал с поля боя и, вероятно, добрался до Западной Явы — к свидетельствам о пребывании предводителя блитарского восстания в Байе он относится вполне серьёзно. 
В свою очередь, родные и сослуживцы Суприяди, как правило, с априорным скепсисом воспринимали любые версии, предполагающие выживание Суприяди после подавления мятежа. Некоторые участники блитарских событий февраля 1945 года в разное время подчёркивали, что считают Суприяди героем именно в силу уверенности в его гибели на поле боя. В случае же подтверждения факта спасения предводителя петовского восстания его героическая репутация была бы, по их мнению, полностью разрушена, и боевые товарищи не могли бы воспринимать его иначе как труса, предателя и дезертира.

## Претенденты на личность Суприяди
В последующие годы периодически появлялись люди, выдававшие себя за якобы выжившего Суприяди. Одному только Дармади, отцу Суприяди, скончавшемуся в 1973 году, довелось встретиться по крайней мере с пятерыми людьми, выдававшими себя за его сына. Общий же счёт самозванцев, по оценкам некоторых родственников Суприяди, идёт на десятки. В большинстве случаев подлог раскрывался достаточно легко и быстро. Доходило до откровенных курьёзов: так, в июне 1965 года в индонезийской печати было опубликовано сообщение об офицере одной из воинских частей, лейтенанте Сайне (индон. Sain), заявлявшем, что в него вселился дух Суприяди. Впрочем, на личность Суприяди Сайн не претендовал: от имени вселившегося в него духа он поведал, что предводитель блитарского мятежа был убит и даже обезглавлен японцами.
В середине 1990-х годов полковник ВВС Индонезии Вигуно (индон. Wiguno) встретил в южносуматранской провинции Лампунг человека, заявлявшего о себе как о Суприяди. Вигуно сообщил об этом в письме вице-президенту Индонезии Три Сутрисно, который распорядился провести соответствующую проверку. Претендент на личность Суприяди был доставлен в Джокьякарту для встречи с проживавшим там Утомо Дармади (индон. Utomo Darmadi), одним из младших братьев Суприяди. Пообщавшись с представленным ему человеком, Утомо Дармади изобличил его как самозванца на основании того, что тот не говорил ни по-голландски, ни по-японски, тогда как Суприяди, обучавшийся в голландских школах и на японских гражданских и военных курсах, почти свободно владел первым из этих языков и достаточно основательно — вторым.
Абсолютное большинство случаев претензий на личность Суприяди не вызывало серьёзного медийного и общественного резонанса. Однако в 2008 году произошёл инцидент, надолго привлёкший внимание общенациональных СМИ, широких публицистических и научных кругов: о себе как о Суприяди заявил 88-летний знахарь из Семаранга Андарьёко Виснупрабу (индон. Andaryoko Wisnuprabu). Его рассказы — в отличие от повествований его предшественников — были весьма подробны и, по общему мнению, достаточно правдоподобны.
Андарьёко весьма точно воспроизводил ход блитарского мятежа. По утверждению престарелого знахаря, ему удалось ускользнуть от японцев после подавления восстания и скрываться от них более трёх месяцев в горных джунглях Восточной Явы. В конце мая 1945 года он якобы смог добраться до Джакарты и встретиться там с Сукарно, который ввёл знакомого ему по Блитару молодого офицера в своё ближайшее окружение. После провозглашения независимости Индонезии и формирования первого правительства Республики он занял-таки предложенный ему пост министра народной безопасности, однако уже через несколько дней был будто бы переведён на специально учреждённую для него должность «главного помощника президента». При этом его работа в данной должности была полностью засекречена, в силу чего о ней были осведомлены только сам Сукарно и несколько наиболее приближённых к президенту лиц. На столь нестандартное кадровое решение Сукарно будто бы пошёл по настоятельной просьбе самого Суприяди, на которого во время скитаний в восточнояванских джунглях снизошло некое откровение: божественный голос предостерёг его от «игры на сцене», что сам он истолковал как запрет на занятие публичной политической деятельностью. Основной обязанностью «главного помощника президента» было, по утверждению знахаря, выяснение настроений народных масс, для чего он систематически посещал различные районы страны — преимущественно в пределах Явы, где инкогнито общался с простыми людьми — именно тогда, дескать, он взял себе псевдоним Андарьёко.
На рубеже 1940-х — 1950-х годов Андарьёко-Суприяди якобы начал высказывать несогласие с политикой Сукарно на многих направлениях. Наибольшее неприятие у «главного помощника» будто бы вызвали итоги Гаагской конференции круглого стола, а также переход Индонезии в 1950 году от президентской к парламентской форме правления. После безуспешных попыток повлиять на внутриполитическую и внешнеполитическую линии президента Андарьёко отошёл от государственной деятельности и поселился в Семаранге, где какое-то время занимал должность в окружной администрации, а затем — до выхода на пенсию и начала занятий знахарством — работал управляющим одного из национализированных нидерландских предприятий. При этом он изредка продолжал-таки общаться с некоторыми государственными деятелями, а должность главного помощника президента официально сохранялась за ним до момента отставки Сукарно в 1967 году. Сухарто же, сменивший Сукарно на президентском посту, ничего не знал о тайной работе Суприяди-Андарьёко и, как и большинство людей, был совершенно уверен в гибели предводителя блитарского мятежа в 1945 году.
Несмотря на то, что при Сухарто Суприяди был провозглашён национальным героем, Андарьёко предпочёл не заявлять о себе из опасений, что при новом президенте его тесное сотрудничество с Сукарно может стоить ему свободы — действительно, многие соратники первого лидера Индонезии после прихода к власти Сухарто подверглись репрессиям. Открыть свою тайну Андарьёко решился только на старости лет — на это его якобы подвигло стремление просветить молодёжь, которая-де начала забывать о героической эпохе борьбы за независимость. По свидетельствам членов семьи семарангского знахаря, впервые о себе как о Суприяди он начал говорить в 2003 году.
Притязания Андарьёко были весьма серьёзно восприняты городскими и окружными властями Блитара. Мэр города Джарот Сайфул Хидаят — впоследствии ставший крупным государственным деятелем: губернатором особого столичного округа и депутатом Совета народных представителей — лично обсуждал их с родственниками и однополчанами Суприяди. Руководством окружной администрации была сформирована комиссия по изучению обстоятельств, касающихся судьбы командира блитарских повстанцев. В Блитаре и в ряде других городов состоялась серия встреч общественности с Андарьёко, в которых приняли участие родственники и знакомые Суприяди, историки и журналисты.
В итоге никто из родных и однополчан не признал в семарангском знахаре Суприяди. Более того, некоторые ветераны мятежного батальона ПЕТА призывали привлечь его к суду за клевету и подлог. Оценки комиссии во главе с руководителем пресс-службы администрации Блитарского округа также свидетельствовали не в пользу «новоявленного Суприяди», хотя формально от окончательных выводов представители местных властей воздержались. Члены комиссии и другие многочисленные скептики отмечали некоторые неувязки в повествованиях Андарьёко, а также слабое знание им голландского языка и полное незнание японского. Указывалось также на отсутствие упоминаний о деятельности «главного помощника президента» в воспоминаниях индонезийских государственных деятелей или в соответствующих архивах. Подчёркивалось и несоответствие возраста Андарьёко общеизвестному возрасту предводителя блитарского мятежа: Суприяди, будь он жив, должен был быть на три года младше семарангского старца. Кроме того, родственники Суприяди рассказали о письме, отправленном им домой незадолго до блитарского мятежа. В нём молодой офицер предупреждал родных о возможном резком повороте своей судьбы и обещал дать о себе знать в течение пяти лет — более длительное отсутствие вестей должно было, как подчёркивал Суприяди, означать его гибель.
Высказывалось предположение, что семарангский знахарь мог быть одним из сослуживцев Суприяди — этим, по мнению скептиков, могла бы объясняться его хорошая осведомлённость о ходе блитарского мятежа и некоторых деталях личной жизни Суприяди. Такая версия стала особенно популярной после того, как в результате разбирательств удалось выяснить, что в блитарском батальоне ПЕТА служили два человека по имени Суприяди. Младшие братья и сёстры предводителя блитарского мятежа призывали Андарьёко пройти генетическую экспертизу на предмет подтверждения родства с ними.
Примечательно, что после негативной реакции со стороны родственников Суприяди престарелый знахарь существенно скорректировал свои показания. В частности, Андарьёко заявил, что на самом деле не состоит в родстве с людьми, считающимися его братьями и сёстрами, поскольку не является родным сыном Дармади и Рахаю. По новой версии, он родился не в Тренгалеке, а в Салатиге, где и жил до начала японской оккупации. В 1943 году он решил вступить в ряды ПЕТА, однако этому воспротивились его родители. В итоге он бежал из родного города в Битар, где и поступил в петовский батальон, выдав себя за местного уроженца: на это, дескать, пришлось пойти в силу того, что при наборе частей ПЕТА японцы отдавали предпочтение именно местным жителям. Кроме того, для повышения своих шансов на зачисление в ополчение он «уменьшил» свой возраст, указав в качестве года рождения не 1920-й, а 1923-й — это-де и обусловило разницу между его реальным возрастом и «официальным» возрастом Суприяди. В период службы Блитаре он будто бы познакомился с Дармади — ставшим впоследствии известным как отец Суприяди — который занимал в это время ответственный пост в окружной администрации и часто по долгу службы посещал расположение батальона ПЕТА. Знакомство, по утверждению Андарьёко, переросло в дружбу: Дармади очень привязался к молодому офицеру, относился к нему как к родному ребёнку и даже выражал готовность усыновить — это, дескать, и породило ошибочное мнение об их родстве. Таким образом, Андарьёко фактически перевёл обвинение в самозванстве на своих оппонентов — родню Суприяди. Однако новая версия его биографии лишь усилила подозрения скептиков: многие расценили её как уловку, оправдывающую неосведомлённость Андарьёко о многих деталях семейной жизни Суприяди и позволяющую снять вопрос о генетической экспертизе.
Впоследствии доверие к повествованиям Андарьёко ещё более снизилось после того, как он стал рассказывать о своём участии в важнейших, хорошо изученных событиях индонезийской истории, включая провозглашение независимости Индонезии и отречение президента Сукарно от власти. Тем не менее достаточно правдоподобные и детальные рассказы Андарьёко тщательно анализировались многими индонезийскими журналистами и историками, некоторые из которых в конечном итоге допустили возможность соответствия их действительности. Наиболее основательное изыскание на этот счёт было проведено доцентом исторического факультета джокьякартского университета Саната Дхарма Баскарой Тулусом Вардаей, опубликовавшим в 2008 году крупную монографию «В поисках Суприяди: свидетельства главного помощника Сукарно» (индон. Mencari Supriyadi: Kesaksian Pembantu Utama Bung Karno). В ней он воздерживается от однозначного вывода в пользу притязаний Андарьёко, однако подчёркивает логичность его доводов и хорошую осведомлённость о соответствующих исторических реалиях, а также критически разбирает аргументацию оппонентов семарангского знахаря.
Андарьёко скоропостижно скончался в июне 2009 года, однако его личность и после этого продолжает вызывать определённый интерес индонезийских СМИ. Уже посмертно его притязаниям на личность Суприяди был посвящён ряд передач центрального телевидения, а также публикаций общенациональных и региональных печатных изданий.
В августе 2018 года объявился очередной претендент на личность Суприяди — престарелый житель деревни Тамансари восточнояванского округа Джембер по имени Варис Йоно (индон. Waris Yono). Он утверждал, что в первый день блитарского мятежа получил серьёзное ранение, после которого три месяца лечился в доме у одного из своих бывших учителей. Сколь-либо развёрнутой версии своей дальнейшей судьбы Варис Йоно не излагал, ограничившись сообщением о том, что с тех пор жил под различными чужими именами, переселяясь с места на место каждые несколько лет. Причин, заставивших его столь тщательно скрываться более семи десятилетий, он также не объяснил. Родственники Суприяди отреагировали на соответствующие сообщения СМИ весьма оперативно, без колебаний объявив Вариса Йоно самозванцем.

## Память о Суприяди в современной Индонезии
Как в период президентства Сукарно, так и в последующем образ Суприяди активно героизировался индонезийской пропагандой. В официальной индонезийской историографии блитарское восстание ПЕТА преподносится как одно из важнейших событий в контексте национально-освободительной борьбы, его годовщина торжественно отмечается в Блитаре. Именем Суприяди была названа улица Блитара, на которой находятся строения бывших казарм мятежного батальона (в настоящее время в этих зданиях 1910 года постройки размещаются три городские школы). Отец Суприяди, раден Дармади, сразу после провозглашения независимости страны был назначен руководителем администрации Блитарского округа (занимал эту должность дважды — в 1945—1947 и в 1950—1956 годах). 9 августа 1975 года указом президента Сухарто № 063/TK/1975 Суприяди был провозглашён Национальным героем Индонезии.
Уже через год после восстания, в июле 1946 года у зданий казарм блитарского батальона ПЕТА — в том месте, где повстанцами был водружён индонезийский флаг, — главнокомандующим вооружённых сил Индонезии генералом Судирманом был открыт монумент в форме небольшой каменной стелы с надписью. 14 февраля 1998 года, в ходе торжественной церемонии, приуроченной к очередной годовщине блитарского восстания, перед бывшими казармами был открыт памятник в виде ростовой статуи Суприяди на постаменте. В 2007—2008 годах этот монумент подвергся реставрации и был существенно расширен: по обеим сторонам от Суприяди на постамент были добавлены фигуры шести его соратников, казнённых японцами. В новом виде скульптурная композиция была вновь торжественно открыта — опять же в ходе торжеств, приуроченных к годовщине событий 14 февраля 1945 года.